# Вот так (сингл)

Обложка видеоклипа на YouTube

«Вот так» — сингл российского видеоблогера и рэп-исполнителя Алишера Моргенштерна, выпущенный 2 сентября 2018 года на лейбле Yoola Music.

## Предыстория
26 августа 2018 года на YouTube-канале Моргенштерна был опубликован видеоролик, длительностью 10 минут 44 секунды, в котором он припоминал события мая 2017 года, когда его отчислили из университета из-за его видеороликов. В видео Алишер сравнивает масштабы своего заработка и масштабы заработка своего бывшего ректора. В видеоролик была встроена рекламная интеграция, которая, по словам Алишера, стоила полмиллиона рублей. Далее, по сюжету видеоролика, после исполнения рекламных обязанностей, Алишеру дали конверт с деньгами, после чего он произнёс фразу «Делать деньги — вот так!» и упал спиной в бассейн. После этого следует чёрная вставка без каких-либо последующих действий, которая длится с 2:48 до 10:44.
Позже Моргенштерн выложил видеоролик в свой профиль Instagram, в котором показательно сжёг 100.000 рублей.

## История и успех
Композиция была выпущена 2 сентября 2018 года. В музыкальном клипе артист объяснил свои эпатажные действия. Видеоклип на песню менее чем за сутки был просмотрен более двух миллионов раз.

## Чарты
| Чарты (2018) | Высшая позиция |
| ------------ | -------------- |
| ВКонтакте    | 8              |